# Dusona zonata
Dusona zonata är en stekelart som först beskrevs av Morley 1913.  Dusona zonata ingår i släktet Dusona och familjen brokparasitsteklar. Inga underarter finns listade i Catalogue of Life.